# Réseau francophone de recherche sur les opérations de paix
Le Réseau de recherche sur les opérations de paix (ROP - anciennement Réseau francophone de recherche sur les opérations de paix) est un centre de recherche de l'Université de Montréal spécialisé dans les opérations de paix. Le ROP organise des conférences et des tables-rondes sur des thèmes reliés au maintien de la paix, tant sur le campus de l'Université qu'en dehors, en plus de mettre en œuvre des initiatives de renforcement global des capacités en maintien de la paix par le biais de formations techniques, de séminaires et de forums internationaux qui se tiennent principalement sur le continent africain. Il anime un site Internet qui offre une couverture quotidienne de l'actualité portant sur les opérations de paix déployées dans le monde (MINUAD, MONUSCO, MINUSTAH, ONUCI, etc.) et qui comprend un lexique sur des thématiques transversales telles que les casques bleus, les enfants soldats, la consolidation de la paix, les questions de genre, etc.
Il est dirigé par Marie-Joëlle Zahar.